# Liste der deutschsprachigen The-Magazine-of-Fantasy-and-Science-Fiction-Ausgaben der 1970er Jahre
Diese Seite listet alle Ausgaben aus den Jahren 1970 – 1979 des deutschsprachigen The Magazine of Fantasy and Science Fiction auf.

## Ausgaben
- Die Herausgeber sind: Wulf H. Bergner [25–42], Manfred Kluge [43–54]

### 25. Folge –Planet der Selbstmörder– 1970
| Deutscher Titel         | Originaltitel                                | Jahr | Autor          |
| ----------------------- | -------------------------------------------- | ---- | -------------- |
| Planet der Selbstmörder | Trouble on Kort                              | 1969 | William M. Lee |
| Aus dem Bilderbuch      | Get a Horse! (auch: The Flight of the Horse) | 1969 | Larry Niven    |
| Jane 5                  | Female Intuition (auch: Feminine Intuition)  | 1969 | Isaac Asimov   |
| Der Geldmacher          | The Money Builder                            | 1969 | Paul Thielen   |
| In eigener Sache        | Penny Dreadful                               | 1969 | Ron Goulart    |
| Die elektrische Ameise  | The Electric Ant                             | 1969 | Philip K. Dick |

### 26. Folge –Am Ende aller Träume– 1970
| Deutscher Titel         | Originaltitel               | Jahr | Autor             |
| ----------------------- | --------------------------- | ---- | ----------------- |
| Schicksalsgefährten     | Sundance                    | 1969 | Robert Silverberg |
| Kontrollierte Abrüstung | Reduction in Arms           | 1967 | Tom Purdom        |
| Stadt im Nebel          | London Melancholy           | 1969 | M. John Harrison  |
| Am Ende aller Träume    | After All the Dreaming Ends | 1969 | Gary Jennings     |
| Geschenkartikel         | Gifts from the Universe     | 1968 | Leonard Tushnet   |
| Gruppe A                | The Sword Swallower         | 1967 | Ron Goulart       |
| Explosiv!               | The Saga of DMM             | 1967 | Larry Eisenberg   |

### 27. Folge –Das Schiff der Schatten– 1970
| Deutscher Titel         | Originaltitel            | Jahr | Autor          |
| ----------------------- | ------------------------ | ---- | -------------- |
| Liebesgrüsse vom Mond   | From the Moon, With Love | 1970 | Neil Shapiro   |
| Das Schiff der Schatten | Ship of Shadows          | 1969 | Fritz Leiber   |
| Petes Entscheidung      | Robots Should Be Seen    | 1958 | Lester del Rey |
| Das Nebenprodukt        | Jury-Rig                 | 1957 | Avram Davidson |
| Der Barometer-Test      | A Short and Happy Life   | 1969 | Joanna Russ    |

### 28. Folge –Stürme auf Siros– 1971
| Deutscher Titel  | Originaltitel      | Jahr | Autor                |
| ---------------- | ------------------ | ---- | -------------------- |
| Stürme auf Siros | The Winds of Siros | 1957 | Robert Silverberg    |
| Die Dollarsuche  | Hobo Jungle        | 1970 | Ron Goulart          |
| Alarmglocke      | The Tocsin         | 1970 | D. F. Jones          |
| Falschspieler    | Aces Loaded        | 1957 | Theodore R. Cogswell |
| Die Primitiven   | Now Let Us Sleep   | 1957 | Avram Davidson       |
| Lebensweisheit   | Insurance          | 1970 | Doris Pitkin Buck    |

### 29. Folge –Der verkaufte Planet– 1971
| Deutscher Titel      | Originaltitel            | Jahr | Autor                           |
| -------------------- | ------------------------ | ---- | ------------------------------- |
| Der Notstand         | For the Duration         | 1957 | Poul Anderson                   |
| Hoher Besuch         | The Tour                 | 1971 | Ted Thomas                      |
| Der verkaufte Planet | Buy Jupiter!             | 1958 | Isaac Asimov                    |
| Sturm über Station B | This Moment of the Storm | 1966 | Roger Zelazny                   |
| Das Fünferspiel      | The Game of Five         | 1960 | Gordon R. Dickson               |
| Starfighter 31       | The Human Operators      | 1971 | Harlan Ellison & A. E. van Vogt |
| Nur ein Fabeltier    | Bird in the Hand         | 1970 | Larry Niven                     |

### 30. Folge –Planet der Frauen– 1971
| Deutscher Titel           | Originaltitel                                                   | Jahr | Autor                                     |
| ------------------------- | --------------------------------------------------------------- | ---- | ----------------------------------------- |
| Planet der Frauen         | Virgin Planet                                                   | 1957 | Poul Anderson                             |
| Eine Welt namens Mary     | A World Named Mary                                              | 1958 | Robert Marner                             |
| Die letzten Minuten       | The Day They Had the War                                        | 1971 | Richard Wilson                            |
| Verdammtes Plankton       | I See a Man Sitting on a Chair, and the Chair Is Biting His Leg | 1968 | Robert Sheckley & Harlan Ellison          |
| Der Ritter und der Drache | The Knight-Errant, the Dragon, and the Maiden                   | 1967 | Gahan Wilson (Druckfehler: Graham Wilson) |

### 31. Folge –Als der Wind starb– 1972
| Deutscher Titel          | Originaltitel                                  | Jahr | Autor                                     |
| ------------------------ | ---------------------------------------------- | ---- | ----------------------------------------- |
| Als der Wind starb       | The Day the Wind Died                          | 1969 | Peter Tate                                |
| Das Kreuz des Mr. Krisky | Mr. Krisky’s Cross                             | 1971 | Michael Gillgannon                        |
| Der Pannenmacher         | Snafu on the New Taos                          | 1957 | Mack Reynolds                             |
| Der Heiler               | Not So Great an Enemy (auch: Medic)            | 1957 | James E. Gunn                             |
| Welt im Nebel            | For a Foggy Night                              | 1968 | Larry Niven                               |
| Die freundliche Drohung  | The Sea Monster and the Mayor of New York City | 1967 | Gahan Wilson (Druckfehler: Grahan Wilson) |
| Freund der Roboter       | The Way Things Work                            | 1971 | Ron Goulart                               |

### 32. Folge –Welt der Zukunft– 1972
| Deutscher Titel                                             | Originaltitel                                                                             | Jahr | Autor                |
| ----------------------------------------------------------- | ----------------------------------------------------------------------------------------- | ---- | -------------------- |
| Welt der Zukunft: 1. Der Mann Welt der Zukunft: 2. Die Frau | World of the Future: A Man of the World World of the Future: A Woman of the World         | 1957 | Les Cole Rose Sharon |
| Das Haus der Diebe                                          | Ill Met in Lankhmar                                                                       | 1970 | Fritz Leiber         |
| Heureka!                                                    | All Around the Universe                                                                   | 1972 | Howard L. Myers      |
| McGillahees Baby                                            | McGillahee’s Brat                                                                         | 1970 | Ray Bradbury         |
| Das große Beben                                             | A Slight Miscalculation                                                                   | 1971 | Ben Bova             |
| 21. Januar 2038, 24.00 Uhr                                  | An Occurrence on the Mars-to-Earth Run #128, at Approximately 2400 Hours, 21 January 2038 | 1971 | William Dean         |
| Das Bewährungsjahr                                          | Wilderness Year                                                                           | 1964 | Joanna Russ          |
| Das Ungeheuer und die Präriehunde                           | The Thing from Outer Space and the Prairie Dogs                                           | 1964 | Gahan Wilson         |
| Ich sorge für dich                                          | Thank God You’re Alive                                                                    | 1971 | Sandy Fisher         |

### 33. Folge –Sieg in der Kälte– 1972
| Deutscher Titel          | Originaltitel                | Jahr | Autor           |
| ------------------------ | ---------------------------- | ---- | --------------- |
| Sieg in der Kälte        | Cold Victory                 | 1957 | Poul Anderson   |
| Der Heiligenschein       | Variation of a Theme         | 1972 | Curt Siodmak    |
| Der Unregistrierte       | Accuracy                     | 1971 | John Morressy   |
| Der Zeitsprung           | Backtracked                  | 1968 | Burt Filer      |
| Im Land der Hunde        | Fit For a Dog                | 1971 | Howard L. Myers |
| Shafferys Syndrom        | Shaffery Among the Immortals | 1972 | Frederik Pohl   |
| Die Geisterstadt         | No Vacancy                   | 1972 | Jesse Bier      |
| Der Preis des Überlebens | The Price                    | 1971 | Algis Budrys    |

### 34. Folge –Flug nach Murdstone– 1973
| Deutscher Titel                       | Originaltitel                     | Jahr | Autor               |
| ------------------------------------- | --------------------------------- | ---- | ------------------- |
| Flug nach Murdstone                   | Passage to Murdstone              | 1971 | Ron Goulart         |
| Das verhängnisvolle Experiment        | Only Who Can Make a Tree?         | 1971 | Philip José Farmer  |
| Ein Wolf in der Zeitmaschine          | There’s a Wolf in My Time Machine | 1971 | Larry Niven         |
| Gelenkte Vernichtung                  | Sad Solarian Screenwriter Sam     | 1972 | Frederik Pohl       |
| Glückliche Heimkehr                   | A Hundred Miles is Forever        | 1972 | William D. Cottrell |
| Die letzte Show                       | The Anthropiranhas                | 1972 | Joseph Renard       |
| Schönheit vom Fließband               | A New and Happy Woman             | 1972 | Wayne Bongianni     |
| Geisterbeschwörung                    | Specialization                    | 1971 | Gary Jennings       |
| Der Wissenschaftler und das Ungeheuer | The Scientist and the Monster     | 1964 | Gahan Wilson        |

### 35. Folge –Ein Tag in Suburbia– 1973
| Deutscher Titel        | Originaltitel                          | Jahr | Autor            |
| ---------------------- | -------------------------------------- | ---- | ---------------- |
| Ein Tag in Suburbia    | A Day in the Suburbs                   | 1960 | Evelyn E. Smith  |
| Der Hitzewandler       | Canned Heat                            | 1972 | Ron Goulart      |
| Aus der Zukunft        | A Sense of the Future                  | 1972 | Stephen Barr     |
| Der Ring               | The Hoop                               | 1972 | Howard Fast      |
| Männerjagd             | Ecce Femina!                           | 1972 | Bruce McAllister |
| Die Prüfung            | When the Stars Threw Down Their Spears | 1973 | John Morressy    |
| Tarzan bei den Trauben | Tarzan of the Grapes                   | 1972 | Gene Wolfe       |
| Warnung vor dem Hunde  | Beware of the Dog                      | 1964 | Gahan Wilson     |

### 36. Folge –Ein Pegasus für Mrs. Bullitt– 1973
| Deutscher Titel              | Originaltitel                                    | Jahr | Autor                           |
| ---------------------------- | ------------------------------------------------ | ---- | ------------------------------- |
| Ein Pegasus für Mrs. Bullitt | The Triumph of Pegasus                           | 1964 | F. A. Javor                     |
| Das Problem                  | Starting from Scratch                            | 1970 | Robert Sheckley                 |
| Unter Schriftstellern        | Confessions                                      | 1970 | Ron Goulart                     |
| Die Entscheidung             | The Meeting                                      | 1972 | Frederik Pohl & C. M. Kornbluth |
| Das elektronische Huhn       | The Self-Priming, Solid-State Electronic Chicken | 1970 | Jon Lucas                       |
| Raumfahrt tut not            | Staying Power                                    | 1972 | Hank Davis                      |
| Aufbruch ins Unbekannte      | The Good-bye Birthday                            | 1970 | Maureen Bryan Exter             |
| Prophezeiungen               | The Misfortune Cookie                            | 1970 | Charles E. Fritch               |
| Gespräche mit einem Vogel    | Dialogue in a Twenty-First Century Dining Room   | 1965 | Robert F. Young                 |

### 37. Folge –Traumpatrouille– 1974
| Deutscher Titel                | Originaltitel                         | Jahr | Autor                                  |
| ------------------------------ | ------------------------------------- | ---- | -------------------------------------- |
| Traumpatrouille                | Dream Patrol                          | 1970 | Charles W. Runyon                      |
| Androiden weinen nicht         | Androids Don’t Cry                    | 1973 | Edward Wellen                          |
| Der Augenzeuge                 | Murder in the Transcontinental Tunnel | 1973 | Miriam Allen deFord                    |
| Ein Meisterstück               | Masterpiece                           | 1972 | Ron Goulart                            |
| Bilder fürs Familienalbum      | Family Album                          | 1973 | Michael Goldberg & Laurence M. Janifer |
| Jeanettes Hände                | Jeannette’s Hands                     | 1973 | Philip Latham                          |
| Milliarden Augen sehen dich an | The Man on Zero-Four                  | 1972 | Jesse Bier                             |
| Und das ist das Ende der Welt? | Is It the End of the World?           | 1972 | Wilma Shore                            |

### 38. Folge –Der vierte Zeitsinn– 1974
| Deutscher Titel                 | Originaltitel             | Jahr | Autor                                              |
| ------------------------------- | ------------------------- | ---- | -------------------------------------------------- |
| Der vierte Zeitsinn             | The Fourth Sense of Time  | 1970 | Albert Teichner                                    |
| Der Hummer-Trick                | Lobster Trick             | 1972 | Raylyn Moore                                       |
| Vorschuß                        | Down and Out              | 1973 | Ron Goulart                                        |
| Hundstage                       | Dog Days                  | 1972 | Kit Reed                                           |
| Wer glaubt schon einem Indianer | Nobody Believes an Indian | 1970 | G. C. Edmondson                                    |
| EVA                             | Skinburn                  | 1972 | Philip José Farmer                                 |
| 12.01                           | 12:01 P.M.                | 1972 | Richard A. Lupoff (Druckfehler: Richard P. Lupoff) |

### 39. Folge –Reisebüro Galaxis– 1974
| Deutscher Titel    | Originaltitel                                                                                | Jahr | Autor               |
| ------------------ | -------------------------------------------------------------------------------------------- | ---- | ------------------- |
| Reisebüro Galaxis  | The Galaxy Travel Service                                                                    | 1973 | Leonard Tushnet     |
| Kohlköpfe          | Cosmic Sin                                                                                   | 1972 | Dean R. Koontz      |
| Das Auswahlkomitee | Unto Us a Child                                                                              | 1974 | M. R. Anver         |
| Muttersöhnchen     | Slammer                                                                                      | 1974 | Gary K. Wolf        |
| Mammut             | Mammoth                                                                                      | 1974 | Herbie Brennan      |
| Wer liebt wen?     | Chalk Talk                                                                                   | 1973 | Edward Wellen       |
| Sareva, meine Hexe | Sareva: In memoriam                                                                          | 1973 | Andrew J. Offutt    |
| Lochkarten-Harley  | For a While There, Herbert Marcuse, I Thought You Were Maybe Right About Alienation and Eros | 1972 | Robin Scott Wilson  |
| Der Ratten-Gang    | The Pied Potter                                                                              | 1971 | A. Bertram Chandler |

### 40. Folge –Stadt der Riesen– 1975
| Deutscher Titel               | Originaltitel                                      | Jahr | Autor              |
| ----------------------------- | -------------------------------------------------- | ---- | ------------------ |
| Stadt der Riesen              | Big City                                           | 1973 | Herbie Brennan     |
| ANN                           | Spacetrack                                         | 1974 | Robert F. Young    |
| Soldaten                      | Curtains                                           | 1974 | Geo. Alec Effinger |
| Mr. Sperling läßt ausräuchern | Mr. Sperling Bugs Out                              | 1974 | Haskell Barkin     |
| Gegengeschäfte                | West of Scranton and Beyond the Dreams of Avaraice | 1974 | Dean McLaughlin    |
| Der Besucher                  | The Visitor                                        | 1974 | Poul Anderson      |
| Die letzte Antwort            | A Short Religious Novel                            | 1972 | Barry N. Malzberg  |

### 41. Folge –Der Aufstand der Kryonauten– 1975
| Deutscher Titel             | Originaltitel                                    | Jahr | Autor             |
| --------------------------- | ------------------------------------------------ | ---- | ----------------- |
| Der Aufstand der Kryonauten | The Cryonauts                                    | 1973 | Edward Wellen     |
| Waidmannsheil               | Specimen                                         | 1972 | John Christopher  |
| Nangst                      | After Enfer                                      | 1969 | Philip Latham     |
| God Save the Queen          | Dominions Beyond (auch: The Second Trip to Mars) | 1954 | Ward Moore        |
| Herman                      | Herman                                           | 1973 | Graham Petrie     |
| Die Frist                   | Party Night                                      | 1969 | R. Bretnor        |
| Ein Drachen, gelb und grün  | Kite: Yellow and Green                           | 1973 | Robert Lory       |
| Das Chamäleon               | The Chameleon                                    | 1970 | Larry Eisenberg   |
| Der Helm                    | The Helmet                                       | 1973 | Barry N. Malzberg |
| Der fast ideale Butler      | The Zombie Butler                                | 1973 | Gahan Wilson      |

### 42. Folge –Insel der Krebse– 1975
| Deutscher Titel                           | Originaltitel                                       | Jahr | Autor               |
| ----------------------------------------- | --------------------------------------------------- | ---- | ------------------- |
| Insel der Krebse                          | Kraby idut po ostrowu (russ. Крабы идут по острову) | 1958 | Anatolij Dnjeprow   |
| Die Schwierigkeiten mit Projekt Erdrutsch | The Trouble with Project Slickenslide               | 1973 | Dean McLaughlin     |
| Die Müllinvasion                          | The Garbage Invasion                                | 1972 | Keith Laumer        |
| Die Treyaner kommen                       | The Treyans Are Coming                              | 1974 | Miriam Allen deFord |

### 43. Folge –Das Geschenk des Fakirs– 1976
| Deutscher Titel             | Originaltitel               | Jahr | Autor                   |
| --------------------------- | --------------------------- | ---- | ----------------------- |
| Das Geschenk des Fakirs     | A Gift from the Fakir       | 1975 | Warner Law              |
| Croatoan                    | Croatoan                    | 1975 | Harlan Ellison          |
| In den Abendnachrichten     | With the Evening News       | 1975 | Richard Lupoff          |
| Sankt Psikolo               | Sanity Clause               | 1975 | Edward Wellen           |
| Versäum nicht den Zeppelin! | Catch That Zeppelin!        | 1975 | Fritz Leiber            |
| Sylvesters Rache            | Sylvester’s Revenge         | 1975 | Vance Aandahl           |
| Niemand namens Gallix       | Nobody Named Gallix         | 1975 | Lou Fisher              |
| Sherlock Holmes kontra Mars | Sherlock Holmes Versus Mars | 1975 | Manly W. & Wade Wellman |

### 44. Folge –Wegweiser ins Nirgendwo– 1976
| Deutscher Titel                           | Originaltitel                                   | Jahr | Autor             |
| ----------------------------------------- | ----------------------------------------------- | ---- | ----------------- |
| Wegweiser ins Nirgendwo                   | No Way Home                                     | 1975 | Brian Lumley      |
| Katzen auf dem Gelände                    | Please Close the Gate on Account of the Kittens | 1975 | Doris Pitkin Buck |
| Aufstieg und Untergang des Vierten Reichs | The Rise and Fall of the Fourth Reich           | 1975 | Henry Slesar      |
| Der letzte Kampf des Fion Mac Cumhaill    | The Final Fighting of Fion Mac Cumhaill         | 1975 | Randall Garrett   |
| Schwund                                   | Decay                                           | 1975 | Jon Fast          |
| Altersheim                                | Senior Citizen                                  | 1975 | Clifford D. Simak |
| Eine Galaxis namens Rom                   | A Galaxy Called Rome                            | 1975 | Barry N. Malzberg |

### 45. Folge –Ein Affe namens Shakespeare– 1976
| Deutscher Titel              | Originaltitel                                 | Jahr | Autor           |
| ---------------------------- | --------------------------------------------- | ---- | --------------- |
| Ein Affe namens Shakespeare  | Shakespeare of the Apes                       | 1975 | Robert F. Young |
| Der Fall mit den Juwelen     | The Problem of the Sore Bridge – Among Others | 1975 | Harry Manders   |
| Eine einschneidende Maßnahme | Final cut                                     | 1976 | Larry Tritten   |
| Der neue Trend               | Changing Styles                               | 1976 | Gordon Eklund   |
| Der Windgott                 | Born of the Winds                             | 1975 | Brian Lumley    |

### 46. Folge –Tod eines Samurai– 1977
| Deutscher Titel               | Originaltitel                               | Jahr | Autor             |
| ----------------------------- | ------------------------------------------- | ---- | ----------------- |
| Tod eines Samurai             | The Samurai and the Willows                 | 1976 | Michael Bishop    |
| Bei Gefahr den Ntxivbw prspn! | In Case of Danger Prspn the Ntxivbw         | 1975 | Charles W. Runyon |
| Zeit ist Geld                 | Time Is Money                               | 1976 | Haskell Barkin    |
| Der Vulkan                    | The Vulcano                                 | 1976 | Paul Chapin       |
| Der Horrorfilm                | Horror Movie                                | 1976 | Stuart Dybek      |
| Dermuche                      | Dermuche (auch: Dermuche et le petit Jésus) | 1945 | Marcel Aymé       |

### 47. Folge –Frankensteins Wiegenlied– 1977
| Deutscher Titel          | Originaltitel          | Jahr | Autor               |
| ------------------------ | ---------------------- | ---- | ------------------- |
| Frankensteins Wiegenlied | The Ice Cream Golem    | 1976 | Mel Gilden          |
| Stille über Sordera      | A Stillness at Sordera | 1976 | Thayer Waldo        |
| Reitet, Colonel!         | Ride, Colonel, Ride!   | 1976 | Mary-Carter Roberts |
| Mein Boot                | My Boat                | 1976 | Joanna Russ         |
| Die Wächter              | The Custodians         | 1975 | Richard Cowper      |

### 48. Folge –Cagliostros Spiegel– 1977
| Deutscher Titel              | Originaltitel           | Jahr | Autor              |
| ---------------------------- | ----------------------- | ---- | ------------------ |
| Cagliostros Spiegel          | Balsamo’s Mirror        | 1976 | L. Sprague de Camp |
| Hinab in den sonnenlosen See | Down to a Sunless Sea   | 1975 | Cordwainer Smith   |
| Saros                        | Saros                   | 1976 | Herbie Brennan     |
| San Diego Lightfoot Sue      | San Diego Lightfoot Sue | 1975 | Tom Reamy          |

### 49. Folge –Jupiters Amboß– 1978
| Deutscher Titel                                                           | Originaltitel                                                              | Jahr | Autor                           |
| ------------------------------------------------------------------------- | -------------------------------------------------------------------------- | ---- | ------------------------------- |
| Jupiters Amboß                                                            | The Anvil of Jove                                                          | 1976 | Gregory Benford & Gordon Eklund |
| Der Mutterwahn                                                            | The Mother Trip                                                            | 1975 | Frederik Pohl                   |
| Das Hügelgrab                                                             | The Barrow                                                                 | 1976 | Ursula K. Le Guin               |
| Theorie und Praxis ökonomischer Entwicklung: Der Metallurg und seine Frau | Theory and Practice of Economic Development: The Metallurgist and His Wife | 1976 | Richard Frede                   |
| Altersstarrsinn                                                           | A Case of Stubborns                                                        | 1976 | Robert Bloch                    |

### 50. Folge –Die Cinderella-Maschine– 1978
| Deutscher Titel               | Originaltitel                    | Jahr | Autor            |
| ----------------------------- | -------------------------------- | ---- | ---------------- |
| Die Cinderella-Maschine       | The Cinderella Machine           | 1976 | Michael G. Coney |
| Der Detweiler-Bub             | The Detweiler Boy                | 1977 | Tom Reamy        |
| Ich seh dich                  | I See You                        | 1976 | Damon Knight     |
| Im Audienzsaal der Marskönige | In the Hall of the Martian Kings | 1976 | John Varley      |

### 51. Folge –Katapult zu den Sternen– 1978
| Deutscher Titel         | Originaltitel         | Jahr | Autor              |
| ----------------------- | --------------------- | ---- | ------------------ |
| Katapult zu den Sternen | Catapult to the Stars | 1977 | Michael G. Coney   |
| In der Schüssel         | In the Bowl           | 1975 | John Varley        |
| Drei Wege               | Three Ways            | 1978 | Brian W. Aldiss    |
| Victor                  | Victor                | 1977 | Bruce McAllister   |
| Der Geist der Krone     | Ghost of a Crown      | 1976 | Sterling E. Lanier |

### 52. Folge –Altar Ego– 1979
| Deutscher Titel       | Originaltitel               | Jahr | Autor                       |
| --------------------- | --------------------------- | ---- | --------------------------- |
| Altar Ego             | Altar Ego                   | 1977 | Phyllis und Alex Eisenstein |
| Ariadne Potts         | Ariadne Potts               | 1978 | Keith Roberts               |
| Manndeckung           | From Downtown at the Buzzer | 1977 | George Alec Effinger        |
| Das Marsschiff        | The Mars Ship               | 1977 | Robert Thurston             |
| Geteiltes Leid        | Time-Sharing Angel          | 1977 | James Tiptree, Jr.          |
| Brief an einen Lektor | Letter to the Editor        | 1977 | Richard Frede               |

### 53. Folge –Die Trägheit des Auges– 1979
| Deutscher Titel               | Originaltitel                | Jahr | Autor           |
| ----------------------------- | ---------------------------- | ---- | --------------- |
| Die Trägheit des Auges        | The Persistence of Vision    | 1978 | John Varley     |
| In fremdem Fleisch            | In Alien Flesh               | 1978 | Gregory Benford |
| Die Schere zerbricht am Stein | Stone                        | 1978 | Edward Bryant   |
| Du kriegst, was du siehst     | What You See Is What You Get | 1977 | Robert Bloch    |
| Kugelmaß, der Unglücksrabe    | The Kugelmass Episode        | 1977 | Woody Allen     |

### 54. Folge –Lektrik Jack– 1979
| Deutscher Titel                      | Originaltitel                               | Jahr | Autor                |
| ------------------------------------ | ------------------------------------------- | ---- | -------------------- |
| Lektrik Jack                         | Lektrik Jack                                | 1978 | Ron Goulart          |
| Der Kerl, der uns Elefanten besorgte | The Man Who Could Provide Us with Elephants | 1977 | John Brunner         |
| Bruder Hirsch                        | Brother Hart                                | 1978 | Jane Yolen           |
| Abbilder                             | Effigies                                    | 1978 | Michael Bishop       |
| Die »Teufelskunst Union«             | The United Imp                              | 1977 | Lyon Sprague de Camp |
| Kleiner Goethe                       | Little Goethe                               | 1978 | M. Mendelson         |